# 23804 Haber
23804 Haber è un asteroide della fascia principale. Scoperto nel 1998, presenta un'orbita caratterizzata da un semiasse maggiore pari a 2,3664917 UA e da un'eccentricità di 0,1094729, inclinata di 6,15347° rispetto all'eclittica.